# Liste der Monuments historiques in Saint-Nicolas-la-Chapelle (Aube)
Die Liste der Monuments historiques in Saint-Nicolas-la-Chapelle führt die Monuments historiques in der französischen Gemeinde Saint-Nicolas-la-Chapelle auf.

## Liste der Immobilien
| Bezeichnung       | Beschreibung            | Standort                    | Kennzeichnung | Schutzstatus | Datum | Bild           |
| ----------------- | ----------------------- | --------------------------- | ------------- | ------------ | ----- | -------------- |
| Kirche St-Nicolas | aus dem 12. Jahrhundert | Rue de l’Église (Lage)      | PA00078227    | Inscrit      | 1926  | weitere Bilder |
| Dolmen du Pavois  | aus dem Neolithikum     | südöstlich des Ortes (Lage) | PA00125376    | Inscrit      | 1993  |                |

## Liste der Objekte
| Bezeichnung                            | Beschreibung | Standort                        | Kennzeichnung | Schutzstatus | Datum | Bild |
| -------------------------------------- | --- | ------------------------------- | ------------- | ------------ | ----- | ---- |
| Hauptaltar                             | Altartisch und Tabernakel; Holz, farbig gefasst und vergoldet, 18. Jahrhundert; vermutlich aus dem Kloster Le Paraclet; zugehörig PM10003262 bis PM10003264 | in der Kirche St-Nicolas (Lage) | PM10002046    | Classé       | 1975  |      |
| Retabel                                | Holz, farbig gefasst und vergoldet, 1662 | in der Kirche St-Nicolas (Lage) | PM10003262    | Classé       | 1975  |      |
| Skulptur Heiliger Nikolaus             | Holz, farbig gefasst, 18. Jahrhundert | in der Kirche St-Nicolas (Lage) | PM10003263    | Classé       | 1975  |      |
| Skulptur Heiliger Patroclus von Troyes | Holz, farbig gefasst, 18. Jahrhundert | in der Kirche St-Nicolas (Lage) | PM10003264    | Classé       | 1975  |      |
| Kruzifix                               | Holz, farbig gefasst, 16. Jahrhundert | in der Kirche St-Nicolas (Lage) | PM10002045    | Classé       | 1972  |      |
| Skulptur Madonna mit Kind              | Kalkstein, farbig gefasst, 15. Jahrhundert | in der Kirche St-Nicolas (Lage) | PM10002044    | Classé       | 1970  |      |